# Vilhelm Hammershøi
Vilhelm Hammershøi (født 15. maj 1864 København, død 13. februar 1916 sammesteds) var en dansk maler, søn af Frederikke (f. Rentzmann) og grosserer Christian Hammershøi, storebror til maleren Svend Hammershøi. Hammershøis afdæmpede stil fandt ikke enstemmig anerkendelse i begyndelsen. Hans stil dannede ikke skole i samtiden, men fik nogle dedikerede følgere i broderen Svend Hammershøi, svogeren Peter Ilsted og vennen Carl Holsøe. Men i kraft af en generel interesse for at udvide kanon med mindre velbeskrevne kunstnerne fra ikke-centraleuropæiske lande, som slog igennem i løbet af 1980'erne, indgår Hammershøi i de fleste skildringer af den danske og internationale, vestlige kunst fra tiden omkring 1900.
Igennem hele sit liv var han en flittig rejsende til mange destinationer i Europa. Han malede portrætter, bygninger, byprospekter, landskaber og interiører. Det er især på baggrund af interiørerne, at Hammershøi generelt karakteriseres som "de stille stuers maler".
I juni 1890 blev han forlovet med Peter Ilsteds søster Ida Ilsted, og de giftede sig året efter den 15. september 1891. Ida blev hovedperson i Hammershøis liv og kunst, og hun var model til utallige af hans billeder - ofte portrætteret bagfra, så man ser nakken lyse op i det ellers dæmpede lys. Stuerne i parrets boliger, særligt i lejligheden i Strandgade 30, dannede ofte ramme om Hammerhøis maleri. I et interview fra 1907 udtalte han: "Jeg har altid syntes, der var saadan en Skønhed over saadan en Stue, selv om der ikke var nogen Mennesker i den, maaske netop, naar der ingen var."
De mange malerier af 'de stille stuer' tog en ende omkring 1910, da ejeren af Strandgade 30 (vognmand Hans Ernst Mortensen (1855-1935)) sagde lejerne op og renoverede huset 'med stor pietet'. 
Det er karakteristisk for hans stil, at den ikke forandrer sig fra hans unge år og fremover. Hans farvebrug er yderst tilbageholdende med en omhyggelig graduering fra mørke mod lys, hvor formerne arbejdes frem fra det flimrende mod det mere faste på samme måde, som man kan se hos impressionisterne. Men modsat deres værker, antydes undertiden symbolske dimensioner i værkerne hos Hammershøi. Det generelle fravær af en klar pointe eller en forklarende sammenhæng giver anledning til, at man som betragter har mulighed for at drømme sig ind i hans univers.
Hammershøi modtog efterhånden både national og international anerkendelse. Særlig betydning fik støtten fra tandlægen, fagbogsforfatteren og mæcenen Alfred Bramsen, der købte mange af hans værker og promoverede hans kunst.
Hammershøis evne til at kombinere en stram komposition med en renset og enkel motivverden, som kan minde om et fotografi, var atypisk for malerkunsten i Vesten i 1880'erne, som ofte var langt mere udadvendt og tydelig i sine symbolske eller politiske ambitioner.

## Uddannelse og debut
Hammershøi udviste meget tidligt et stort kunstnerisk talent, og han fik tegneundervisning allerede fra han var 8 år gammel hos Niels Christian Kierkegaard. Han studerede under Frederik Rohde, Vilhelm Kyhn, Carl F. Andersen og Holger Grønvold. Han blev uddannet ved Det Kongelige Danske Kunstakademi i København under Frederik Vermehren mellem 1879 og 1884, men fulgte med større interesse P. S. Krøyers klasse på den uafhængige institution Kunstnernes Frie Studieskole. Hammershøi debuterede som kunstner med et portræt af sin søster Anna Hammershøi i 1885 (Den Hirschsprungske Samling, København), men maleriet blev afvist fra konkurrencen om Neuhausens præmie. Endnu en afvisning af et portræt i 1888 bidrog til, at kunstnerens nærmeste kolleger tog initiativ til dannelsen af Den Frie Udstilling i protest imod den officielle smag og institutionalisering af kunsten. 

## Stil og motiver i Hammershøis kunst
Blandt kendere af Hammershøi er der langt fra enighed om fortolkningen af hans værker. Dog er der ofte enighed om, at værkerne foruden den særlige æstetiske sensibilitet også indeholder et symbolsk lag, når man betragter af de enkelt indrette stuer og affolkede pladser. Om dette symbolske lag så er melankoli, uhygge, tomhed, fremmedgjorthed, blokering eller andre følelser, der forholder sig til de eksistentielle udfordringer på tærsklen til det moderne liv - det står hen i det uvisse.
Uanset om han ville det eller ej, var Hammershøi præget af det moderne liv og dermed også af den splittelse, som fulgte med oplevelsen af den gamle verdens sammenbrud. I denne overgangsperiode imellem 1800- og 1900-tallet, mellem tradition og fornyelse, malede Hammershøi sine billeder, og han forsøgte herigennem at håndtere og forholde sig til den moderne verden.
Hammershøis hjem var både atelier og motiv. Han valgte sine lejligheder ud fra, om de kunne give hans malerier et sanseligt rum. Her udfoldede han sin særlige metode og sin karakteristiske farveskala med hvide, grå og sorte farver. Hammershøi sagde i et interview i bladet "Hjemmet" i 1909: "Rent personligt holder jeg af det Gamle, af gamle Boliger, gamle Møbler, af den ganske særegne Stemning som hviler over alt dette."
Som del af en international retning i tiden, Realismen, udforskede Hammershøi et traditionelt motiv som interiøret som malerisk rum. Kunstnerne fremhævede fænomener som lys, luft og vand i stedet for mytologiske eller litterært bundne fortællinger. Dette blev kombineret med en særlig malemåde, valeurmaleriet, hvor opmærksomheden er rettet mod malingens spor på lærredet og på farvetonaliteter og overgange, som stod tydeligere frem end i den helt glatte malemåde, der tidligere havde domineret kunstakademierne. I 1880’erne kom en ny bølge af skildringer af borgerlige hjem, forskellige fra Guldaldermalernes. Her var der tale om malerier, der satte fokus på et mere tillukket og begrænset univers; hvor datidens kvinder levede en afskærmet og isoleret tilværelse. Hammershøi arbejdede videre med interiør-temaet, men han nedtonede billedets fortælling. I stuerne ses ofte en enkelt figur, formelt i gang med et gøremål, men samtidig fastfrosset og uden for tiden. Hammerhøis værker synes blotlagt for historier, og ét af de vigtigste temaer i hans kunst må siges at være det indadvendte og ensomme menneske. Han udførte så mange malerier af denne type, at det i samtiden og eftertiden blev hans særkende. Der er tale om intime motiver, hvor figurerne befinder sig i deres egne rum og ikke retter deres opmærksomhed mod beskueren. De stille eksistenser i malerierne er i en kontemplativ tilstand, som svarer til kunstnerens tilstand foran lærredet. Dermed tømmes motiverne for traditionel fortælling, og fokus flyttes til de sanselige registreringer i værkerne. Herved åbnes op for andre registreringer af foreksempel lys og rum. Værkerne er på vej væk fra et konkret fortællende indhold mod en mere malerisk, sanselig synsoplevelse. Man kan populært sagt sige, at der ikke sker så meget i billederne, men man mærker meget, når man står foran dem.
De indadvendte situationer i malerierne kan sammenlignes med selve handlingen “at male”. Når kunstneren arbejder med lærredet er dette også en intim, indadvendt situation. På denne måde kan der hos Hammershøi og hans samtidige ses en tendens til at spejle kunstnerens udforskning af maleriet i de dagligdags situationer, som de malede.

## Rejser
Hammershøi besøgte Nederlandene og Belgien i 1887. I 1889 udstillede han fire billeder på verdensudstillingen i Paris og havde for første gang lejlighed til at se værker af Whistler. Fra september 1891 til marts 1892 boede han i Paris, hvor han ofte var i selskab med J.F. Willumsen. Han mødte Théodore Duret, som senere besøgte ham i København. Fra oktober til december 1893 var han i Norditalien. I juni 1897 tog han til Stockholm, og i oktober samme år tog han via Nederlandene til London, hvor han blev til maj 1898. Han har måske set den store udstilling, som åbnede der den 16. maj (The Skating Rink, Knightsbridge), hvor der foruden Claude Monet, Édouard Manet, Pierre Bonnard, Édouard Vuillard og tyske kunstnere var ni oliemalerier af Whistler.
Fra oktober 1902 til februar 1903 var han atter i Italien og i september 1904 i London. Hammershøis rejser især til London var vigtige for hans kunstneriske udvikling. En del af hans tid i London brugte han til at male gadebilleder omkring British Museum, og en del med at opsøge Whistler. I Paris blev portrættet af hans senere hustru Ida Ilsted (1890) beundret af Th. Durét og Pierre Puvis de Chavannes, og Renoir menes at have vist interesse for nogle af hans tidlige portrætter, deriblandt det af hans søster, som var blevet afvist i København.

## Kritik
Vurderingen af Hammershøis værker har varieret meget over tid. Hans underviser på Kunstnernes frie Studieskole, P. S Krøyer skal have kaldt hans tegninger for "smør eller fedt i maaneskin" og "Fostre i sprit". Hammershøi var døv på det ene øre, hvilket er blevet forbundet med stilheden i malerierne. Det er også blevet nævnt, at fraværet af stærke farver i hans maleri kunne skyldes farveblindhed. Man har ikke været sikker på, om hans stil skyldes hans kunstneriske egensindighed, eller fysiske og psykiske skavanker. Kritikere har forbundet hans stil med en nervøs tilstand, typisk for det moderne, utilpassede menneske, der beteges Neurasteni: en "overfølsomhed betinget af det moderne livs belastning af nervesystemet." Da den franske kunstkritiker Théodore Duret kom til København i sommeren 1890 for at stifte bekendtskab med Dansk kunst, noterede Hammershøis mæcen Alfred Bramsen, at Duret havde givet ham det indtryk, at "vi kun havde én Maler der formåede at samle Verdens Opmærksomhed om sig." Den tyske digter Rainer Maria Rilke besøger familien Hammershøi i december 1904, efter at have set nogle af hans værker i Tyskland. Rilke brugte billedkunstnere til at udvikle en særlig poetisk og eksistentiel sensibilitet, som hans skrifter om Auguste Rodin og Paul Cézanne vidner om. Rilke kredser i flere af sine værker om, hvordan man kan beskrive en genstands ydre og dens mulige, indre betydninger, og han gør det på måder, der synes at være i tråd med Hammershøis interesser. Men Hammershøi talte ikke tysk, og der udkom ikke nogen skrift fra Rilkes hånd, der behandler Hammershøi indgående. 
I 1981 udkom en afhandling af Dr. Med. Ib Ostenfelt, hvori han forsøgte at bevise, at Hammershøi led af farveblindhed og at hans værker var udtryk for en "abnorm farveopfattelse". Samme år afholdt Ordrupgaard en stor Hammershøiudstilling, som satte hans kunst på dagsordenen, blandt andet ved at beskrive Hammershøi som en form for zombie, hvor det angiveligt ser ud "som om det var en død mand, der havde ført penslen". 1980'erne markerer en form for renæssance for Hammershøi, både markeret med udstillingen på Ordrupgaard og udstillingen "Northern Light" i USA, begge i 1981. I 1986-1987 fulgte "Dreams of a Summer Night", som turnerede i Europa, og med udgivelsen af Poul Vads monografi "Hammershøi" i 1988 blev Hammershøi reaktualiseret. I 1996 skriver Henrik Wivel en monografi om Hammershøi i serien "Dansk Klassikerkunst", hvilket cementerer Hammershøis status i dansk Kunsthistorie. I denne bog er det den gennemgående tristesse i kunstnerens værk, som undersøges og den sættes i forbindelse med en generel, national tilstand af traumatisk tungsind efter nederlaget ved Dybbøl i 1864, året for Hammershøis fødsel. I Patricia C. Bermans bog "Nyt lys over 1800-tallets danske maleri" fra 2007 skriver hun, at "Hammershøis maleri udtrykte...en ejendommelig ambivalens overfor arven fra Guldalderen. Hans arbejder byggede på kendte, danske genrer... for blot at nedbryde dem..."  I samme bog citeres kunsthistorikeren Thor Mednick for den betragtning, at det er en strategi i sig selv hos Hammershøi, at undlade at tilbyde afklaring og forståelse. I en Phd-afhandling fra 2005 analyseres Hammershøis værker i relation til filosoffen Søren Kierkegaards filosofi, nyere tids feminisme, psykoanalyse og fototeori som en "undersøgelse af blikkets forvaltning af begæret".
Hans værker blev i hans samtid sammenlignet med fotografier, og det var ikke positivt ment, når det forekom. Hammershøis kollega J.F. Willumsen skrev om et værk af Hammershøi, "at det lige saa godt" kunne have været udført "ved et fløjels Fotografi paa mat Papir." Poul Vad har kommenteret den fotografiske karakter i Hammershøis værker og forklarer, at for ham er Hammershøis maleri først og fremmest fænomenologiske, i det de modsat fotografiet "beror på en kropslighed, der er uadskillelig fra det malede billedes tilblivelse..."

## Værker
Som andre danske malere på den tid havde Hammershøi en hel del til fælles med guldaldermalerne og med Eckersbergs skole, dels i kraft af hans uddannelse, dels pga. personlige præferencer. Med maleriet, Amalienborg Plads, indførte Hammerhøi igen det arkitektoniske motiv, som dyrkedes i den danske guldalder.
Hammershøis maler portrætter, nøgenbilleder, landskaber, arkitektur og interiører. Den sidste kategori, med deres stumme kvindelige figurer set bagfra, viser indflydelsen fra Johannes Vermeer. Mere interessante er interiørerne uden figurer. De er ren kunst som hans dystre arkitektur-billeder.
Efter hans død i 1916 sank hans arbejder langsomt hen i glemsel. Hammershøis lidenskabsløse puriststil var den diametrale modsætning til de foruroligende eksperimenter efterkrigstidens avantgarde bevægelse drev. De gjorde, at Hammershøis enigmatiske, triste kunst forekom underlig forældet. Genopdagelsen og nyvurderingen af symbolismen i de senere år har banet vejen for at Hammershøis melankolske syn på verden har kunnet genvinde sin plads i offentlighedens bevidsthed. Hammershøi er nu ikke kun en af de mest kendte skandinaviske kunstnere, han har også genvundet opmærksomhed i Paris og New York takket være udstillinger af hans arbejder i Musée d'Orsay og Guggenheim Museum.
Hammershøis maleri Interiør med kvinde med klaver, Strandgade 30 blev i november 2017 solgt hos Sotheby's for 39,5 millioner kroner, hvilket var det hidtil dyreste danske maleri. Rekoren blev i maj 2023 slået, da et andet af Hammershøis malerier Interior. Musikværelset, Strandgade 30 indbragte 62,8 mio kr.

## Formidling af Hammershøis kunst
Dansk TV har sendt et program af Michael Palin, som var en hyldest til Hammershøi.
Forfatteren Jesper Wung-Sung har i 2021 udgivet romanen Kvinde set fra ryggen om Ida Ilsted (senere Hammershøi), Hammershøis livsledsagerske og foretrukne model.
Den tidligere tv-vært, nu kunsthistoriker, Peter Kær lavede i 2020 en version af sin formidlingsserie Kærs Kunstkalender om Vilhelm Hammershøis liv og virke, med afsæt i hovedværket En stue i Strandgade med solskin på gulvet (1901). Kunstkalenderen består af 24 videoafsnit af hver ca. 4-7 minutters varighed, der går i dybden med en detalje i værket eller fra kunstnerens biografi.

## Hæder
- 1893, 1895, 1897: Akademiets stipendium
- 1895: Den Raben-Levetzauske Fond
- 1889: bronzemedelje på Exposition Universelle i Paris
- 1900: sølvmedalje i Paris
- 1891: guldmedalje af 2. klasse i München
  - 1913: guldmedalje af 1. klasse sammesteds
- 1911: Grand Prix (første præmie) på Esposizione internazionale d'arte i Rom
- 1913: selvportræt i Uffizi, Firenze

## Galleri
- Vilhelm Hammershøi, Dobbeltportræt af kunstneren og hans kone, 1892, Davids Samling
- Vilhelm Hammershøi, Portræt af Ida, kunstnerens kone, 1898, Statens Museum for Kunst
- Vilhelm Hammershøi, Nøgen kvindelig model, 1889, Statens Museum for Kunst
- Vilhelm Hammershøi, Artemis, 1893-94, Statens Museum for Kunst
- Vilhelm Hammerhøi, Ida læser et brev, 1899, privat eje
- Vilhelm Hammershøi, "Støvkornenes dans i solstrålerne" eller Solstråler eller Solskin. , 1900, Ordrupgaard
- Vilhelm Hammershøi, Måneskin, Strandgade 30, 1900-1906, Metropolitan Museum of Art
- Vilhelm Hammershøi, Fem portrætter. 1901-1902, Thielska Galleriet
- Vilhelm Hammershøi, Stue i Strandgade med solskin på gulvet, 1901, Statens Museum for Kunst
- Vilhelm Hammershøi, Interiør. Musikværelset, Strandgade 30, 1907
- Vilhelm Hammershøi, Interiør med kunstnerens staffeli, 1910, Statens Museum for Kunst